# Liu Gang
Liu Gang (født 30. januar 1961) er en kinesisk-amerikansk matematiker, fysiker og datalog. Gang blev en vigtig leder under Demonstrationerne på Den Himmelske Freds Plads i 1989. 
Gang blev uddannet fra Columbia University og New York University og er en stor figur indenfor optimering og økonomi.